# Augustin David
Augustin David (ur. 28 marca 1812 w Lyonie, zm. 27 lipca 1882) – francuski duchowny katolicki, biskup. Święcenia kapłańskie przyjął w 1836 roku, zaś w 1862 został mianowany przez papieża Piusa IX biskupem diecezji Saint-Brieuc. Kierował diecezją aż do swojej śmierci w 1882 roku.